# 6 Pułk Piechoty Honwedu
6 Pułk Piechoty Honwedu (HonvIR 6, HIR.6) – pułk piechoty królewsko-węgierskiej Obrony Krajowej.  
Pułk został utworzony w 1886 roku. Okręg uzupełnień – Subotica (węg. Szabadka).
Kolory pułkowe: szary (niem. schiefergrau), guziki złote. Skład narodowościowy w 1914 roku 76% – Węgrzy, 20% – Rumuni. 
Komenda pułku oraz I batalion stacjonował w Suboticy, II batalion w Somborze (węg. Zombor), a III batalion w Nowym Sadzie (węg. Újvidék).
W 1914 roku wszystkie bataliony walczyły na froncie bałkańskim. Bataliony wchodziły w skład 80 Brygady Piechoty Honwedu należącej do 40 Dywizji Piechoty Honwedu, a ta z kolei do IX Korpusu 6 Armii.

## Dowódcy pułku
- płk Rudolf Kamenszky (1914[3])